# Saramaccaans
Het Saramaccaans (Saamaka Töngö) is een creoolse taal die in Suriname wordt gesproken door de Saramaccaners; een van de zes marronvolkeren (ook bekend als Boslandcreolen). De taal wordt door ongeveer 50.000 mensen gesproken, dicht bij de Saramaccarivier en de bovenloop van de Surinamerivier en door 2000 mensen in Frans-Guyana. Ongeveer 2000 mensen spreken een dialect dat Matawai heet, daarnaast bestaan er nog twee andere dialecten. De bronnen van de Saramaccaanse woordenschat zijn het Engels, het Portugees, het Nederlands en Afrikaanse talen. Tussen de 5% en de 20% van deze woordenschat is van Afrikaanse oorsprong, voornamelijk afkomstig van Kongolese talen en Gbe-talen. De fonologie komt het dichtst bij die van Afrikaanse talen, en het heeft zelfs een systeem van betekenisonderscheidende intonatie ontwikkeld, zoals ook veel voorkomt in Afrika.

## Saramaka of Saramacca
Er bestaat een verschil tussen Saramaka(ans) en Saramacca(ans). Saramakaans is afgeleid van het woord Saamáka, het marronvolk. Saramaccaans daarentegen, verwijst naar het district Saramacca in Noord-Suriname. Het Saramakaans is dus de taal van de Saramakaners.

## Geschiedenis
Het Saramaccaans is een taal van weggelopen slaven. De taal is in de 17e eeuw ontstaan op de plantages en is vermoedelijk ook de taal geweest waarin de slaven met elkaar communiceerden. De grote invloed van het Engels en Portugees wordt verklaard uit het feit dat de meeste plantagehouders uit die tijd van Engelse of Portugees Joodse afkomst waren. De weggelopen slaven behielden echter ook hun Afrikaanse moedertalen, die eveneens van grote invloed waren op het Saramaccaans. Veel woorden die de oerwoudnatuur beschrijven komen zo uit de Afrikaanse talen - het Engels en het Portugees hadden hier in veel gevallen zelf niet de woorden voor.
Het Saramaccaans kon zich in de oerwouden van Suriname en Frans-Guyana handhaven door het relatieve isolement van de Marrons. De taal op de plantages ontwikkelde zich heel anders. In het huidige Suriname is de belangrijkste creoolse taal het Sranantongo, dat net als het Saramaccaans aanwijsbare Portugese en Afrikaanse invloeden heeft, maar veel Engelser van karakter is dan de taal van de Marrons. Het moderne Saramaccaans neemt weliswaar veel woorden van het Sranantongo en in mindere mate het Nederlands over, maar behoudt zijn eigen bijzondere structuur, die veel Afrikaanser is dan welke andere creoolse taal in de Amerika's.

## Onderzoek
Het Saramaccaans mag zich in bijzondere belangstelling van taalkundigen verheugen, omdat het een uitzonderlijke creooltaal is. Geen andere Amerikaanse creooltaal heeft nog zoveel van de Afrikaanse moedertalen van de slaven bewaard. Ook de Europese invloed is diffuus: niet één, maar twee talen zijn de belangrijkste bron van de woordenschat, namelijk het Portugees en het Engels. Ook de vroege afzondering van de Marrons maakt hun taal bijzonder: het Saramaccaans is in korte tijd ontstaan en heeft zich daarna zonder sterke invloeden van buitenaf verder ontwikkeld. Ook het feit dat we door bronnen uit die tijd een en ander over de ontstaansgeschiedenis weten maakt het Saramaccaans voor taalkundigen interessant.

### Afrikaans karakter
Het Afrikaanse karakter van het Saramaccaans blijkt uit de fonologie (zie onder), maar ook uit de woordenschat en de grammatica. Nieuwe onderzoeken leveren niet zelden ook nieuwe inzichten over dit onderwerp op: de Afrikaanse invloed blijkt steeds sterker naargelang we meer over de structuur van het Saramaccaans weten. Over het Afrikaanse aandeel in de woordenschat zijn de meningen verdeeld, sommige onderzoekers stellen dat 20% van de Saramaccaanse woorden van Afrikaanse herkomst is, anderen schatten dat aandeel lager in. Zelfs als we van de conservatiefste schattingen (5%) uitgaan, blijft het Afrikaanse aandeel het hoogste van alle Amerikaanse creolen. De belangrijkste brontalen voor dit deel van de woordenschat zijn het Kikongo en het Fon.

### Discussie over afkomst
Taalkundigen zijn het er niet over eens of het Saramaccaans als een op het Engels dan wel als een op het Portugees gebaseerde creooltaal moet worden beschouwd. Hoewel het Engelse bestanddeel van de woordenschat groter is dan het Portugese, zijn er wel een aantal belangrijke woorden, zoals de meeste hulpwerkwoorden, van Portugese komaf, wat doet vermoeden dat het Portugese aandeel ooit groter is geweest. Veel taalkundigen gaan van een gedeelde herkomst uit, maar of dat mogelijk is is niet onomstreden.

### Verwantschap met andere Surinaamse talen
Ook voor het onderzoek naar het Sranantongo is het Saramaccaans interessant, omdat de taal mogelijk een ouder stadium van deze meestgesproken Surinaamse creoolse taal laat zien. In dit perspectief is ook het Aukaans van belang, dat in ouderdom tussen het Saramaccaans en Sranantongo in staat. Waar het Saramaccaans nog toononderscheid heeft, is dit in het Aukaans en het Sranantongo afwezig. De typisch Afrikaanse medeklinkers kp en gb, die tegelijk met de lippen en met het achterste gehemelte worden gearticuleerd, zijn in het Aukaans en het Sranantongo door respectievelijk kw- en gw- vervangen. Het lijkt erop dat de fonologie van de jongere Surinaamse creolen dus deels een vereenvoudiging van de Saramaccaans is.

## Spelling
| Saramaccaans alfabet | A  | B  | D  | E  | Ë  | G  | H  | I  | J  | K   | L  | M   | N | O | Ö | P | S | T | U | V | W |
| -------------------- | -- | -- | -- | -- | -- | -- | -- | -- | -- | --- | -- | --- | - | - | - | - | - | - | - | - | - |
| Niet gebruikt        | C  | F  | Q  | R  | X  | Y  | Z  |    |    |     |    |     |   |   |   |   |   |   |   |   |   |
| Digrafen             | Dj | Gb | Kp | Mb | Nd | Nj | Tj | Gw | Kw | Ndj | Ng | Ngb |   |   |   |   |   |   |   |   |   |

## Uitspraak
Uit de fonologie blijkt het sterkst het Afrikaanse karakter van het Saramaccaans. De taal heeft niet alleen een toononderscheid, er komen ook implosieven voor, klanken die worden uitgesproken door tegelijk in te ademen - zeer typisch voor de Bantoetalen in Afrika. Samen met het voorkomen van lange en korte klinkers en medeklinkers als gb en kp, die in één keer zo uitgesproken worden, maakt dit de fonologie van het Saramaccaans redelijk lastig aan te leren. Ook hierin onderscheidt de taal zich van de meeste andere creooltalen, die meestal juist een toegankelijke uitspraak hebben.

### Klinkers
|              | Voor | Achter |
| ------------ | ---- | ------ |
| Gesloten     | [i]  | [u]    |
| Gesloten-mid | [e]  | [o]    |
| Open-mid     | [ɛ]  | [ɔ]    |
| Open         | [a]  | [a]    |

In totaal zijn er zeven klinkers, behalve de i, a en u zijn er zowel open als gesloten e- en o-klanken. Al deze klinkers kunnen ook nasaal worden uitgesproken. Deze nasale klinkers worden in de spelling aangegeven door een -n of -m achter de klinker te zetten.
Klinkers kunnen in het Saramaccaans kort, middellang en lang worden uitgesproken. De lengte van de klinker maakt uit voor de betekenis van woorden. Zo staat /bɛ/ "rood" tegenover /bɛ́ɛ/ "buik" en /bɛɛ́ɛ/ "brood".

### Medeklinkers
Bijzonder aan de medeklinkers van het Saramaccaans is het voorkomen van de implosieven ɓ en ɗ, klanken die lijken op respectievelijk b en d, maar worden gearticuleerd door in te ademen. Implosieven zijn relatief zeldzaam en komen vooral voor in talen in Oost-Azië en Afrika. Uit het voorkomen van deze medeklinkers blijkt dus heel duidelijk het Afrikaanse karakter van het Saramaccaans. Dat blijkt ook uit de medeklinkers kp en gb, die in één keer zo worden uitgesproken (labio-velaar). De uitspraak van de medeklinkers is dus niet eenvoudig; hiertegenover staat dat het Saramaccaans geen r-klank heeft.

### Toon
Het Saramaccaans is een toontaal: de toonhoogte waarop een woord wordt uitgesproken maakt uit voor de betekenis. Er zijn twee tonen, een "hoge toon" (de toon waarmee in het Nederlands vraagzinnen worden uitgesproken, "ja?") en een "lage toon", die dieper en vlakker klinkt. Ieder woord heeft z'n eigen toon, maar de toon kan wel veranderen als het woord in de zin wordt gebruikt. De regels hiervoor zijn gecompliceerd.

### Lettergrepen
De lettergreepstructuur is (C)V(V), waarbij C staat voor een consonant en V voor een klinker. Woorden die beginnen met een 'o' worden gelabialiseerd, waardoor het lijkt alsof er "wo" gezegd wordt - de mate van labialiseren hangt echter ook af van de plaats van het woord in de zin. De strenge lettergreepstructuur van het Saramaccaans heeft een grote invloed gehad op de manier waarop de Engelse en Portugese woordenschat vervormd werd: slotmedeklinkers vielen weg, consonantclusters werden vereenvoudigd en sommige klanken veranderden (de r werd vaak een l, bijvoorbeeld). Dit maakt veel van de Europese woordenschat in het Saramaccaans onherkenbaar.

## Grammatica
Zoals de meeste creooltalen is het Saramaccaans een isolerende taal: woorden worden niet vervoegd of verbogen, de vorm blijft altijd herkenbaar. Dit blijkt bijvoorbeeld uit het meervoud, dat alleen door het lidwoord of door telwoorden kan worden uitgedrukt:
wan otó, wanlo otó - een auto, enkele auto's
dí otó, dée otó - de auto, de auto's
Ook werkwoorden worden niet vervoegd. De verleden tijd wordt in het Saramaccaans door hulpwerkwoorden uitgelegd. Er valt echter wat voor te zeggen om hier niet van tijd, maar van aspect uit te gaan. Enkele voorbeelden tonen aan dat het systeem niet noodzakelijk eenvoudig is:
Mi wáka. - Ik liep.
Mi tá wáka. - Ik loop (ik ben aan het lopen).
Mi ɓì wáka. - Ik heb gelopen.
Dí mujée hánse. - De vrouw is mooi.
Dí mujée tá hánse. - De vrouw is mooi aan het worden.
Di mujée ɓì hánse. - De vrouw was mooi.
In het Nederlands zou de zin Mi wáka, zonder hulpwerkwoorden, meestal in de verleden tijd worden vertaald, terwijl de zin Dí mujée hánse, eveneens zonder hulpwerkwoorden, in de tegenwoordige tijd wordt gezet, tenzij de context anders verlangt. Dit geeft al aan dat het Nederlandse aanvoelen van tijd niet overeenkomt met de grammatica van het Saramaccaans.
Het Saramaccaans gebruikt consequent de woordvolgorde SVO: onderwerp - persoonsvorm - object. In het Nederlands kan de woordvolgorde gewijzigd worden, bijvoorbeeld in vraagzinnen (zie je dat?) en in bijzinnen. Dit is in het Saramaccaans onmogelijk. De structuur van de zin ligt vast. Toch bestaat er een mogelijkheid om een woord te benadrukken door het aan het begin van de zin te plaatsen, maar in deze gevallen verandert er niets aan de rest van de zin: het werkwoord wordt gewoon tweemaal genoemd:
dí wómi swaki. - De man is ziek (lett. "de man ziek")
swaki dí wómi swaki." De man is erg ziek (lett. "ziek de man ziek")
Het Sranantongo kent deze mogelijkheid ook. Het verschijnsel is naar alle waarschijnlijkheid uit Afrikaanse talen afkomstig. Er zijn wel beperkingen: zo kunnen hulpwerkwoorden nooit voorop geplaatst worden. Het lijkt er ook op dat we siki in de voorbeeldzin als een werkwoord moeten interpreteren ("ziek zijn"), want echte bijvoeglijke naamwoorden kunnen níet vooropgeplaatst worden.
Hier volgen enkele voorbeelden van zinnen in het Saramaccaans, ontleend aan het woordenboek van SIL:
De waka te de aan sinkii möön.
"Zij reisden tot zij uitgeput waren."
U ta mindi kanda fu dee soni dee ta pasa ku u.
"Wij verzinnen liederen over dingen die ons overkomen."
A suku di soni te wojo fëën ko bëë.
"Hij zocht er tevergeefs naar."
Mi puu tu dusu kölu bai ën.
"Ik betaalde er tweeduizend gulden voor."
Voorbeelden van woorden die oorspronkelijk uit het Portugees of de Portugese creooltaal afkomstig zijn: mujee (mulher) "vrouw"; womi (homem) "man"; da (dar) "geven"; bunu (bom) "goed"; kaba (acabar) "beëindigen"; ku (com) "met"; kuma (como) "zoals"; faka (faca) "mes"; aki (aqui) "hier"; ma (mas) "maar"; kendi (quente) "heet"; liba (acima) "boven"; lio (rio) "rivier".
| Saramaccaans         | Nederlands       |
| -------------------- | ---------------- |
| Ai                   | Ja               |
| Nönö                 | Nee              |
| Piimisi e            | Pardon           |
| Gaantangi fii        | Dank u wel       |
| Abunu                | Dat is goed      |
| Mi da ...            | Mijn naam is ... |
| Mi abi ... ja        | Ik ben ... jaar  |
| Unfa a nango?        | Hoe gaat het?    |
| Abunu, gaantangi fii | Goed, dank u wel |
| A na go so bunu      | Niet zo goed     |
| Mi lobi ju           | Ik hou van je    |
| Unsë weisei wosu dë? | Waar is de wc?   |
| Un ko heepi mi oo    | Help             |
| Munde                | Maandag          |
| Tudeiwooko           | Dinsdag          |
| Diideiwooko          | Woensdag         |
| Födeiwooko           | Donderdag        |
| Feeda                | Vrijdag          |
| Sata                 | Zaterdag         |
| Sonde                | Zondag           |
| Wan                  | Eén              |
| Tu                   | Twee             |
| Dii                  | Drie             |
| Fö                   | Vier             |
| Feifi                | Vijf             |
| Siksi                | Zes              |
| Sëbën                | Zeven            |
| Aiti                 | Acht             |
| Nëni                 | Negen            |
| Teni                 | Tien             |
| Alesi                | Rijst            |
| Bëëë                 | Brood            |
| Te                   | Thee             |
| Kofi                 | Koffie           |
| Suki                 | Suiker           |
| Satu                 | Zout             |